# 용원초등학교 동락분교
용원초등학교 동락분교는 충청북도 충주시 신니면에 있는 공립 초등학교이다.

## 학교 연혁
- 1946년 9월 30일: 개교
- 2022년 3월 1일: 용원초등학교 동락분교로 개편

## 참고 자료
- 용원초등학교 동락분교 - 한국교육학술정보원 학교알리미